# Bahía Basket
Bahía Basket, por motivos de patrocinio Weber Bahía, es un equipo profesional de básquet de Bahía Blanca, provincia de Buenos Aires. Disputó la Liga Argentina como sucesión de plaza del Club Estudiantes de la misma ciudad entre las temporadas 2011-2012 y 2020-2021.
Utiliza como pabellón principal el Centro deportivo de Alto Rendimiento "Dow Center", inaugurado en 2019.
Bahía Basket es el proyecto personal del exbaloncestista Juan "Pepe" Sánchez, el cual comenzó para mejorar la plaza que poseía Bahía Blanca en el deporte. El proyecto se caracteriza por la organización y planificación que el mismo posee, ya que no es un club, y por lo tanto tiene un sistema administrativo distinto.

## Historia

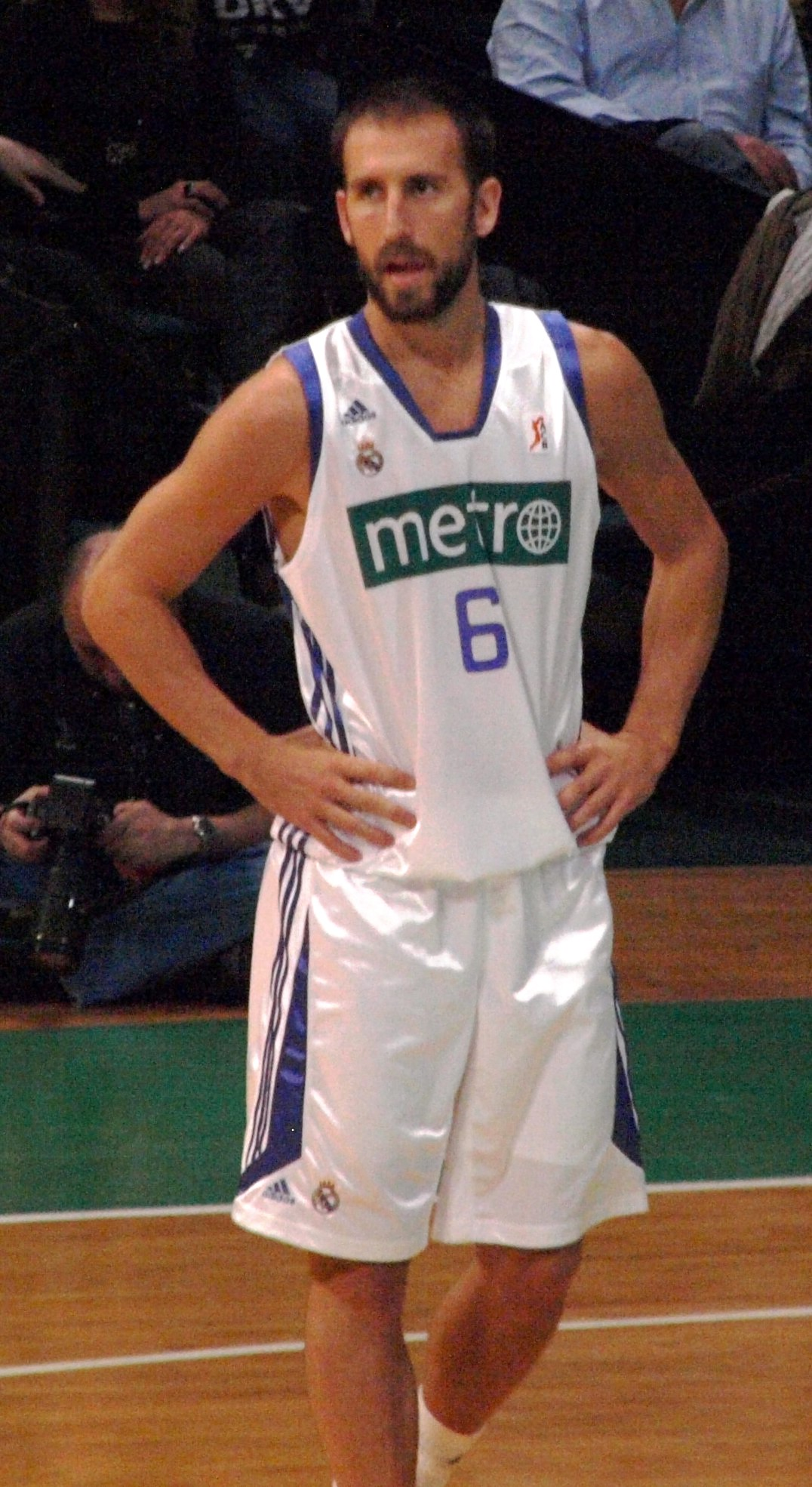
Juan "Pepe" Sánchez, idealista del proyecto.

### Antecedentes del proyecto
Si bien Bahía Basket comienza a existir formalmente con esa denominación entre las temporadas 2012-13 y 2013-14, su nacimiento se remonta a la temporada 2010-11, cuando el Club Estudiantes de la misma ciudad se vio con problemas económicos y decidió una "alianza" con el proyecto ideado por "Pepe" Sánchez para que la plaza de Bahía Blanca siga en la máxima categoría del básquet nacional.

Al no querer, o no poder gestionar lo profesional, el mejor legado que podíamos dejarle al básquet era que la plaza de Liga permaneciera en la ciudad, cuando bien la podríamos haber vendido. De todos modos, en lo deportivo, nuestros años de gestión fueron parecidos a los de Bahía Basket.
Francisco Fuster, presidente de Estudiantes en 2013

### Nacimiento de Bahía Blanca Basket
Como el reglamento de la Asociación de Clubes de Básquet, ente organizador del básquet nacional en las dos primeras categorías no permite el cambio de plazas a no ser que sea una fusión de dos equipos, se decidió crear una "alianza" entre el club poseedor de la plaza, Estudiantes, y el proyecto ideado por el "Pepe", el cual el mismo exjugador venía pensando desde antes.
Esta medida tuvo como principales opositores a los hinchas del "albo", los cuales se manifestaron en contra del cambio de denominación, sin embargo, estaban a favor del proyecto.

Estudiantes, de por sí, por lo menos el consenso que hemos tenido dentro de la comisión directiva es que no puede hacer ya más liga. Está poniendo en riesgo el patrimonio del club debido a que no se consigue el auspicio necesario, y esto hace que debamos como institución dar un paso al costado en cuanto al básquet profesional.
Jorge Faggiano, expresidente de Estudiantes

El proyecto tenía como principal patrocinador al grupo Weber Saint-Gobain, el cual proveyó herramientas en cuanto a la organización y administración, lo cual decantó en el cambio de denominación hacia Weber Bahía Estudiantes.
Las primeras medidas tomadas por la nueva directiva fueron de modificar y remodelar el Estadio Osvaldo Casanova y renovar el plantel, Juan Ignacio "Pepe" Sánchez, Lucas Faggiano, Pablo Omar Gil, Facundo Giorgi, Juan Alberto Espil, Ariel Eslava y Federico Aguerre fueron algunos de los principales nombres de ese plantel, y entre los extranjeros, volvió Ed Nelson. También hubo un cambio de técnico, José Luis Pisani sucedió en el cargo a Marcelo Richotti. Entre los integrantes del cuerpo técnico se sumó Alejandro Montecchia. También se cambió el color del uniforme, del blanco que representaba a Estudiantes por un azul o celeste.
Entre los jugadores del plantel valen destacar al "Pepe" Sánchez, que jugó con 34 años de edad y a Juan Espil, con 42 años de edad.
Entre las modificaciones del "Casanova" estaban el cambio del suelo, las tribunas y los accesos. Principalmente hubo cambios debido a las modificaciones de las reglas FIBA durante el 2010.
La temporada comenzó con la Copa Argentina, competencia que le siguió siendo esquiva al conjunto bahiense, que quedó eliminado ante Gimnasia de Comodoro Rivadavia. Luego vino la Liga Nacional.
El comienzo en la liga no fue malo, el equipo terminó cuarto en la zona sur, con siete victorias y siete derrotas. Este cuarto puesto lo acercó a la clasificación al Súper 8 de ese año, sin embargo, la clasificación quedó en manos de Ciclista Olímpico.
En la segunda etapa, el equipo terminó séptimo y clasificó a la reclasificación, donde caería nuevamente ante Quimsa y nuevamente en cinco juegos.

### Temporada 2011-12
La temporada 2011-12 comenzó sin Copa Argentina, la cual dejó de disputarse en 2010. El equipo estuvo conformado por la base de la temporada pasada, más Ricky Sánchez, Javier Mojica y Jerome Meyinsse como incorporaciones destacadas.
Esta temporada tuvo el mejor comienzo de la historia del club, ya que terminó segundo en la zona sur, con diez victorias y tan solo cuatro derrotas. Este segundo puesto le valió participar en el Súper 8 de ese año, que se disputó en Mar del Plata. El "albo" enfrentó a Peñarol en el primer partido, donde perdió por un solo punto de diferencia. En el elenco marplatense se encontraba el "chapu" Nocioni, quien jugaba debido al "lockout" de la NBA. La segunda fase fue una continuación del equipo, que si bien no logró grandes resultados comparados con la primera fase, terminó undécimo y penando por el descenso, aunque con cuatro puntos sobre su perseguidor, Boca Juniors.
Esta fue la primera reclasificación ganada por el equipo, y ante un rival con mejor ubicación, como lo fue Sionista, ganando dos partidos como visitante y el tercero en Bahía.
Más tarde, en cuartos de final, se enfrentaría con Peñarol, equipo que lo eliminó del Super 8, y que venía de ser campeón nacional, e internacional. La serie fue muy disputada, el "milrayitas" ganó sus dos juegos como local en el Polideportivo Islas Malvinas, mientras que el "albo" hizo lo propio en el "Casanova", primero con una gran actuación de Juan Espil, quien con 44 jugaba su última temporada, y luego, revirtiendo un resultado adverso de 23 puntos en el primer cuarto.
El quinto juego fue en Mar del Plata, donde a pesar de la victoria de Peñarol, la nota la dio Juan Espil, que disputó su último partido profesional.

### Temporada 2012-13

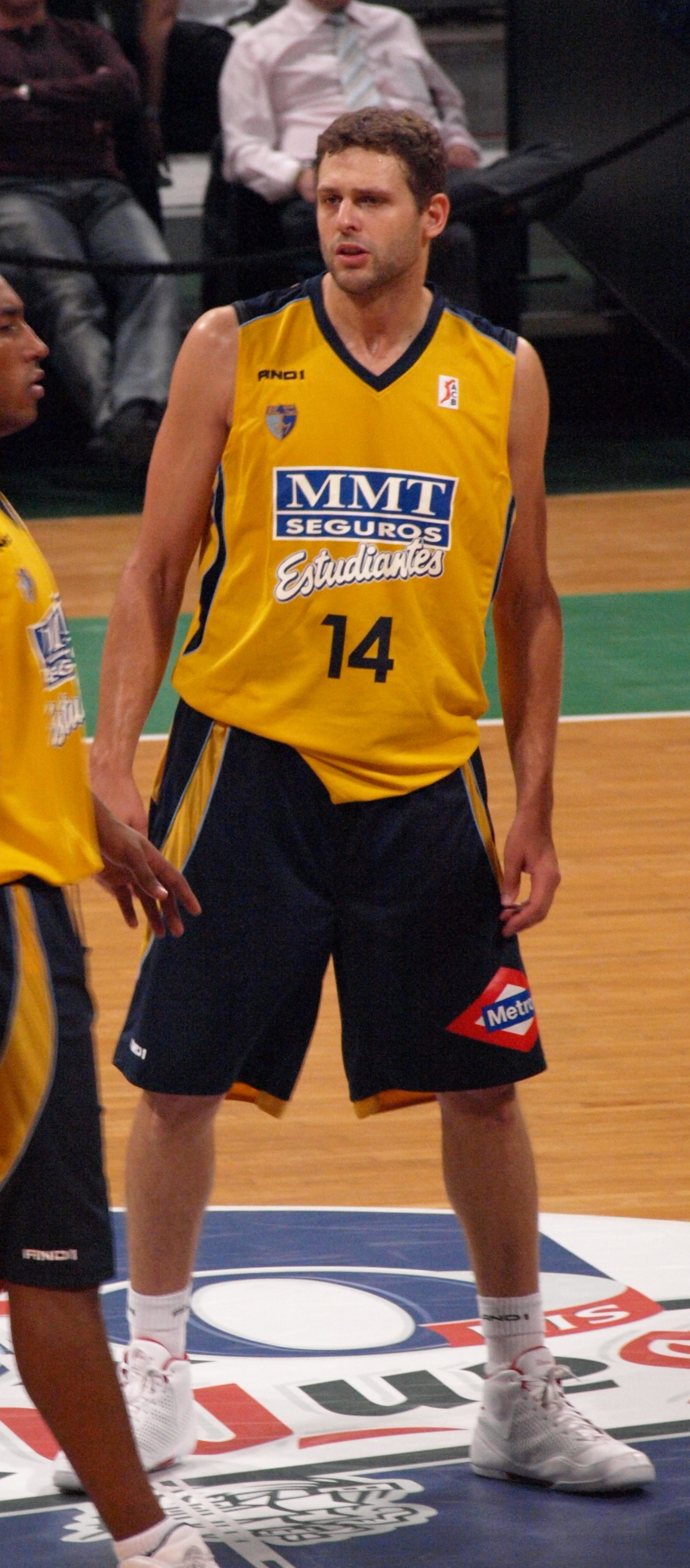
Hernán "pancho" Jasen volvió a la LNB en 2012-13.

La Liga 2012-13 comenzó con el cambio de entrenador, se fue José Luis Pisani y fue reemplazado por Pablo Coleffi. Entre los jugadores, "Pepe" Sánchez y Lucas Faggiano continuaron en el equipo y llegaron Juan Manuel Torres, Juan Manuel Rivero y Federico Ferrini. Entre los extranjeros estuvieron Garfield Blair y Jonathan Durley. Víctor Baldo, quien con 35 venía de la liga ACB, fue una de las principales contrataciones.
La temporada de partidos no comenzó bien, ya que "Pepe" Sánchez sufrió una lesión que lo tuvo marginado de las canchas por cuatro semanas, y de la cual más tarde se resintió. Sin embargo, se contrató a Hernán Jasen, quien con 34 años volvía al país, y a Bahía Blanca después de haber pasado por Estudiantes en la temporada 1998-99.
La segunda fase fue como las anteriores, un equipo sin mucho juego y salvándose del descenso a falta de pocas fechas para finalizar. Accedió a la reclasificación, donde se enfrentó a Argentino de Junín, elenco que ganó la serie en cinco juegos. 

### Fin de la alianza Bahía-Estudiantes
En junio del 2013 se produce la desvinculación de Bahía Blanca Estudiantes, y por temas del reglamento de la Asociación de Clubes de Básquet, debió cambiar su nombre, pasando a llamarse Bahía Basket. Esta desvinculación hizo que "a priori" no se tuviese ningún pabellón para disputar los partidos, situación que rápidamente se solucionó cuando se realizó un contrato de alquiler por el Estadio Osvaldo Casanova. En otro aspecto, se adecuó un exmatadero para utilizarlo como polideportivo para las prácticas del equipo principal.
En lo deportivo, hubo nuevo cambio de entrenador, siendo Sebastián Ginóbili el reemplazante de Pablo Coleffi, y entre los jugadores, se contrató un equipo nuevo, con Lucio Redivo, Gastón Whelan, Agustín Ambrosino, Mateo Gaynor, Lisandro Rasio, Matías Nocedal, Diego Gerbaudo, Ivory Clark James y Nicolás Lauría.
Como parte de la pretemporada, el equipo realizó una gira por China, donde enfrentó y venció a diez equipos.
La Liga de ese año fue una de las peores de las disputadas. En la primera fase finalizó séptimo del grupo sur, con tan solo cuatro victorias en catorce encuentros. La segunda fase tampoco fue buena. Con doce victorias y dieciocho derrotas el equipo no clasificó a la reclasificación y finalizó decimocuarto. Vale aclarar que en esa temporada no hubo descensos, y por ello el equipo finalizó su participación acabada la segunda fase.
En la Liga 2014-15 logró veinticuatro victorias en cincuenta y seis partidos, finalizando sexto en la conferencia, y emparejado con Peñarol en los cuartos de final de conferencia. Finalmente, el equipo marplatense fue quien avanzó en la eliminatoria tras ganar la serie en cinco partidos. Además, en esta temporada surgió una nueva competencia, la Liga de Desarrollo gestionada por la AdC, un torneo destinado a jugadores juveniles, para que tengan mayor participación. En este torneo, el equipo juvenil de Weber Bahía Basket fue campeón tras finalizar la fase regular con una sola derrota en veinte partidos y habiendo ganado el "Final Four". De ese equipo surgieron figuras como Juan Pablo Vaulet, elegido mejor jugador del torneo, o Ayan Núñez Carvalho, ambos pasaron a jugar en Estados Unidos. También tuvieron mayor rodaje Lucio Redivo, Gastón Whelan y Máximo Fjellerup, quienes tras ese torneo pasaron a tener mayor participación en el equipo principal.

Este es el resultado de un trabajo de cinco meses. Bahía y la organización puso mucho énfasis y nos brindó un apoyo en la Liga de Desarrollo. Por eso estamos muy agradecidos a los dirigentes, utileros, doctores y al técnico que nos empujaron muchísimo para que logremos esto.
Juan Pablo Vaulet.

### Consolidación nacional
En la temporada 2015-16 se conformó un nuevo plantel. A los experimentados Hernán Jasen y Jamaal Levy se le sumaron los jóvenes Gastón Whelan, Máximo Fjellerup, Lucio Redivo y Juan Pablo Vaulet entre otros, mientras que Sebastián Ginóbili continuó como entrenador. Entre los extranjeros estaban Tayron Thomas y Sean Carter que no terminaron la temporada.
Durante la temporada Brady Morningstar ingresó y fue cortado, junto con Tayron Thomas y Sean Carter. Anthony Johnson fue otro extranjero que ingresó durante la temporada pero no fue cortado durante la temporada y formó parte del equipo hasta los play-offs.
El equipo ganó 10 partidos de 18 durante la fase regular, cuatro en condición de visitante y terminó quinto de la conferencia. La segunda fase fue mejor, cosechando 21 victorias, incluyendo partidos ante San Lorenzo de Buenos Aires, Libertad de Sunchales como local y visitante, Obras Sanitarias como local y visitante y Regatas Corrientes como visitante entre otras. Esta marca le valió terminar tercero y accedió a los cuartos de conferencia.
En cuartos de conferencia se emparejó con Argentino de Junín, una serie que se extendió hasta el quinto juego, en la cual Bahía Basket salió triunfante. En semifinales de conferencia se enfrentó con Peñarol de Mar del Plata, y tras ganar el primer encuentro en el Polideportivo Islas Malvinas, definió la serie como local y logró el pase a la final de conferencia, semifinal nacional, y accedió a una competencia internacional. En esta instancia cayó ante San Lorenzo de Buenos Aires y terminó su temporada accediendo a la Liga Sudamericana de Clubes. En esa serie final, Santiago Vaulet, jugador del equipo, sufrió la rotura de ligamento cruzado anterior, ligamento lateral externo y menisco externo de la rodilla izquierda.

### Temporada 2016-17, primeras participaciones internacionales

#### Liga Sudamericana y primer semestre de Liga
Tras renovar con todo el equipo, Bahía Basket comenzó la pretemporada disputando un torneo internacional amistoso en Perú. La temporada 2016-17 comenzó con el equipo disputando el Grupo B de la Liga Sudamericana en Valdivia, Chile. Bahía debutó ante Asociación Hebraica y Macabi de Uruguay, equipo contra el cual cayó. Su segundo encuentro fue ante Universidad San Simón de Bolivia, al cual venció y llegó al último partido con chances de avanzar de fase, para ello debía ganar por 6 o más puntos ante el local Deportivo Valdivia. Tras derrotar al elenco chileno 99 a 64 se adjudicó el primer lugar del grupo y así avanzó de fase en su primera presentación internacional. En la segunda fase viajó a La Banda, Santiago del Estero, donde enfrentó al equipo local Ciclista Olímpico, al UniCEUB de Brasil y a Guaros de Lara de Venezuela. Tras vencer en los tres partidos, clasificó a la final del torneo ante el Mogi Das Cruzes, contra el cual cayó en tres juegos, los dos primeros en Brasil y el tercero en el Casanova de Bahía Blanca. A pesar del subcampeonato, por una sanción impuesta a la confederación brasilera, Bahía accedió a la Liga de las Américas 2017.

#### Liga de las Américas 2017 y segundo semestre de Liga
Por su gran participación en la Liga Sudamericana de 2016 se postpuso el último de la primera fase de la Liga Nacional de 2016-17 y en dicho encuentro cayó ante Gimnasia de Comodoro en el Estadio Socios Fundadores y no pudo acceder al Torneo Súper 4 de 2017, donde se disputó un cupo para la Liga Sudamericana de 2017. Tras esto encaró la segunda fase de la Liga y además la Liga de las Américas 2017, máximo torneo continental al cual accedió mediante la Liga Sudamericana.
En el torneo continental arrancó su participación en el Grupo D, jugado en Ponce, Puerto Rico, en el Auditorio Juan Pachín Vicéns, casa de Leones de Ponce. Además del equipo puertorriqueño integraron el grupo Cocodrilos de Caracas y Academia de la Montaña de Colombia. El 10 de febrero superaron al equipo venezolano por una diferencia de 2 puntos (77 a 75), y un día después al equipo colombiano por más de 20 puntos (94 a 67) para así clasificar a la siguiente instancia y definir el grupo ante el local, Leones de Ponce. Tras superar al equipo local en tiempo suplementario, ganó el grupo. En la segunda fase integró el Grupo F, nuevamente en Puerto Rico, y esta vez junto con San Lorenzo de Buenos Aires y Hebraica y Macabi de Uruguay. El primer encuentro fue con caída ante el local 95 a 82, mientras que en el segundo partido se impuso a San Lorenzo, equipo que en esa fecha estaba puntero en la Liga Nacional por 89 a 69, llegando a la tercera fecha con chances de ingresar al Final Four. Luego de superar al equipo uruguayo por tan solo cuatro puntos (73 a 69) y tras remontar 20 puntos de desventaja, Bahía quedó como segundo del grupo y accedió a la definición del torneo, que se jugó en Barquisimeto el 17 y el 18 de marzo.

Primero siento alegría, orgullo y admiración. Un montón de sensaciones. Cuando a vos se te dan los resultados, mirás mucho para atrás y pensás en lo que pasó en los últimos años. Y bueno, tener una posibilidad ahora de jugar un Final Four de la Liga de las Américas parece como increíble. Fuimos cumplimentando pasos, se fueron logrando objetivos y la verdad que la alegría pasa más que nada por ver la cara de los chicos al disfrutar este momento.
Sebastián Ginóbili, entrenador del equipo.

En el primer día el equipo superó contundentemente a Fuerza Regia de Monterrey 75 a 65 y accedió a la final ante el vigente campeón de la competencia, Guaros de Lara. En la final Bahía terminó el primer cuarto abajo por 2 pero cerró el primer tiempo arriba 37 a 35, sin embargo, el equipo convirtió muy pocos tiros libres, tan solo el 40% de los lanzados y el equipo venezolano cerró el tercer cuarto arriba por 11 (61 a 50) y en el último cuarto el equipo no logró remontar la diferencia y perdió 65 a 88.

Estoy muy feliz y orgulloso de todo lo que estamos haciendo como equipo y de las situaciones en las que nos encontramos: ante adversidades, ante equipos grandísimos como lo fue Fuerza Regia, que venía invicto en la Liga de las Américas. Es muy emocionante, estamos muy contentos y orgullosos de todo lo que está trabajando este grupo de gente para seguir dando pasos adelante y continuar con un sueño que realmente no estaba en la cabeza de nadie, ni el más optimista.
Hernán Jasen, jugador del equipo, tras la victoria en semifinales.

El torneo fue consagratorio para Lucio Redivo, que no solo fue el goleador del equipo sino que también del certamen. Terminó su participación con un promedio de 22.1 puntos por partido, con un promedio de 33.8 minutos.
En La Liga el equipo quedó tercero en la conferencia y disputó los cuartos de final de conferencia ante Quilmes de Mar del Plata, que ganó la serie 3 a 2 jugando el último juego en Bahía Blanca. Bahía terminó su participación con 33 victorias y 28 derrotas en 61 partidos.

### Actualidad
En 2019 y tras haber terminado la Liga 2018-2019 el «Sepo» Ginóbili dejó el cargo de entrenador principal del equipo tras seis años al mando del primer equipo. Terminó con 312 partidos jugados, 146 partidos ganados y 166 derrotas.

Esta la siento como mi casa y estoy contento de haber sido parte del crecimiento de Bahía Basket durante todos estos años. Estoy contento y triste a la vez, pero la relación es perfecta y estoy contento de que el cierre sea de esta manera, con Pepe al lado y sostenido por la gente de Bahía Blanca.
Sebastián Ginóbili, entrenador de Bahía Basket desde 2013 hasta 2019.

Luego de la cancelación de la temporada 2019-20 debido a la pandemia de coronavirus, en la temporada 2020-21 el equipo desciende a la Liga Argentina.
La temporada 2021-22 disputa Liga Argentina y finaliza de manera discreta el certamen, manteniendo la categoría pero finalmente abandona la competencia, asumiendo su plaza GEPU de San Luis. 
Desde 2022 solamente disputa el Torneo Oficial de Primera División de la Asociación Bahiense de Básquetbol perdiendo la categoría en 2023 por lo que tendrá que jugar en Segunda División, la próxima temporada

## Instalaciones

### Estadio Osvaldo Casanova
El Estadio Osvaldo Casanova es el estadio que utilizó Bahía Basket desde 2010 hasta la finalización de la construcción del centro deportivo Dow Center. Es propiedad del Club Estudiantes de Bahía Blanca y se destina a la práctica del básquet desde su inauguración en 1939.

### Otras instalaciones

#### Polideportivo Municipal Norte
El Polideportivo Municipal Norte es otra de las instalaciones que utiliza Bahía Basket. No pertenece al mismo pero este fue gestor de su creación. Está ubicado en el predio donde funcionaba un matadero.
El predio de 700 metros cubiertos cuenta con una cancha con medidas reglamentarias y también cuenta con vestuarios y oficinas.

#### Dow Center
El 28 de noviembre de 2017 se anunció la construcción de un Centro de Entrenamiento de Alto Rendimiento denominado Dow Center (por motivos de patrocinio) que a la vez seré un estadio para 4000 espectadores sus tribunas serán rebatibles por lo que los días que no se jueguen partidos serán tres canchas de entrenamiento. Además el recinto tendrá 56 departamentos para 100 atletas, comedor, gimnasio y un departamento de medicina deportiva e innovación. Su construcción ya comenzó y estará terminado para finales de 2018 Bahía Basket jugará en el Estadio Osvaldo Casanova hasta que el Dow Center este concluido.

## Símbolos

### Uniformes
El club utiliza como color principal el turquesa, que mantiene de su pasado como fusión con Estudiantes. Sin embargo, la camiseta no siempre fue de este color. En las primeras temporadas, cuando era Bahía Blanca Basket, la camiseta era de un azul marino. Más tarde pasó a ser simplemente azul y actualmente tiene los colores ya mencionados.
| Bahía Blanca Basket | Bahía Blanca Basket | Bahía Basket        | Bahía Basket |
| 2010-11 y 2011-12   | 2012-13             | 2013-14 a 2018-2019 | 2019-2020    |

### Mascota
La mascota oficial del equipo se llama "Lalo" y tiene la forma de una persona, de cabello rojo anaranjado. Utiliza el uniforme oficial del equipo con el número 3.

### Escudo
El escudo de Bahía Basket es la sucesión del utilizado por Bahía Blanca Estudiantes, el cual es una estrella que proviene de la Fortaleza Protectora Argentina, la cual marcó el comienzo de la ciudad y la pelota de básquet que representa la historia del deporte en la ciudad. Sobre ese fondo, se encuentra escrito el nombre en letras mayúsculas de Bahía Basket.

## Jugadores y cuerpo técnico

### Jugadores destacados
- "Pepe" Sánchez
- Juan Espil
- Víctor Baldo
- Hernán Jasen
- Juan Pablo Vaulet, elegido como MVP de la Liga de Desarrollo de la LNB, revelación en la LNB 2014/15 y posteriormente "drafteado" para la NBA.
- Jamaal Levy, alcanzó los 200 partidos entre Estudiantes y Weber Bahía.
- Lucio Redivo

| Equipo subcampeón LSC 2016 - Jamaal Levy - Juan Pablo Vaulet - Gastón Whelan - Lucio Redivo - Anthony Johnson - Máximo Fjellerup - Hernán Jasen - Martín Fernández - Francisco Filippa - Facundo Corvalán - Ariel Ramos - Fermin Thygesen | Equipo subcampeón LdA 2017 - Jamaal Levy - Juan Pablo Vaulet - Lucio Redivo - Anthony Johnson - Máximo Fjellerup - Hernán Jasen - Martín Fernández - Francisco Filippa - Facundo Corvalán - Ariel Ramos - Fermin Thygesen - Jerel Blocker |

#### Números retirados
5 de Hernán Jasen, que jugó entre 2012 y 2018.
10 de Juan Alberto Espil, que jugo entre 2010 y 2012.

### Entrenadores
- Marcelo Lorenzo Richotti (2008-09 y 2009-10)
- José Luis Pisani (2010-11 y 2011-12. 2019-20.)
- Pablo Coleffi (2012-13)
- Sebastián Ginóbili (2013-14 a 2018-19)
- Martin Luis (2020-21)
- Laura Cors (2021-presente)

## Datos del equipo
En competencias nacionales
- Temporadas en Liga Nacional de Básquet:
  - Considerándolo sucesión de Estudiantes: 28 (1985 a 2002-03 y desde 2006-07)
  - Como equipo diferente a Estudiantes: 7 (desde 2013-14)
    - Mejor puesto: finalista de conferencia, semifinalista nacional (2015-16)
    - Peor puesto: 20.° (de 20 equipos, en 2020-21)
- Participaciones en copas nacionales
  - En Torneo Súper 20: 1 (2017)
    - Mejor puesto: 2.° del grupo, eliminado en cuartos de final. (2017)

  - Participaciones en el Súper 8: 1 (2011)

En competencias internacionales
- En Liga de las Américas: 1 (2017)
  - Mejor puesto: subcampeón (2017)
- En Liga Sudamericana de Clubes: 1 (2016)
  - Mejor puesto: subcampeón (2016)

## Palmarés
Equipo juvenil
Liga de Desarrollo: 3 (2015, 2016 y 2017)